# Collegium Curiosum

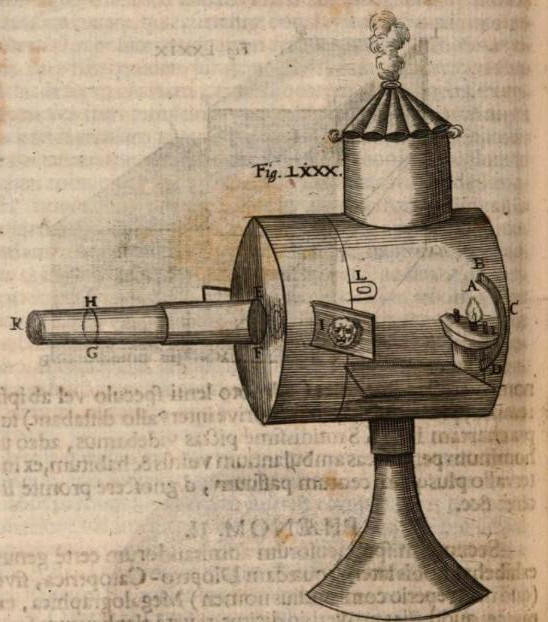
Una ilustración de los principios de una linterna mágica en el libro Collegium Experimentale sive Curiosum (1676)

El Collegium Curiosum o Collegium Experimentale era una sociedad científica formada por una veintena de miembros fundada por Johann Sturm, profesor en la Universidad de Altdorf, en 1672. Se basa en el modelo florentino de la Accademia del Cimento. Sturm publicó dos volúmenes de las actividades de la academia en Núremberg, bajo el título de Collegium Experimentale sive Curiosum (1676 y 1685). Era en realidad un club privado con forma de academia, y gran parte del tiempo lo empleó Sturm en hacer experimentos para formar a los demás miembros.

## Ediciones
- Volumen 1 (1676), disponible en línea a partir de Wolfenbütteler Digitale Bibliothek y en la búsqueda de Libros de Google
- Volumen 2 (1685) disponible en línea a partir de Sächsische Landesbibliothek — Staats - und Universitätsbibliothek Dresde (la GATA) y en la búsqueda de Libros de Google